# Dara Ó Briain
Dara Ó Briain (ur. 4 lutego 1972 w Bray) – irlandzki komik i prezenter telewizyjny mieszkający w Wielkiej Brytanii.
W latach 2003–2007 prowadził nadawany przez RTÉ Two program The Panel. Od 2005 roku jest prowadzącym nadawanego przez BBC Two Mock the Week, a od 2010 roku The Apprentice: You're Fired!. Począwszy od 2004 roku kilkanaście razy był jednym z panelistów w programie QI. Znaczną część jego działalności stanowią występy komediowe typu stand-up.
W 2012 roku otrzymał nominację do nagrody telewizyjnej BAFTA za najlepszy występ rozrywkowy w programie Mock the Week.
Ó Briain studiował fizykę matematyczną na University College Dublin.